# زیردریایی یو-۹۶۹
زیردریایی یو-۹۶۹ (به انگلیسی: German submarine U-969) یک زیردریایی است که طول آن ۶۷٫۱ متر (۲۲۰ فوت ۲ اینچ) می‌باشد. این زیردریایی در سال ۱۹۴۳ ساخته شد.